# Рихтер, Григорий Самуилович
Григо́рий Самуи́лович Ри́хтер (1907—1968) — советский общественный деятель и учёный в области юриспруденции, директор СЮИ (1941—1948).

## Биография
Григорий Самуилович Рихтер родился в 1907 году.
- 1934 год — окончил Саратовский юридический институт в составе первого выпуска.
- 1941—1948 годы — директор Саратовского юридического института им. Д. И. Курского и одновременно Саратовской юридической школы.[2]
- 1942—1948 годы — председатель ученого совета Саратовского юридического института[3].
- 1956 год — утвержден исполняющим обязанности доцента кафедры трудового права.

Автограф Рихтера Г. С.

С 1931 по 1946 год курс читал трудового права. Во время кампании по борьбе с космополитизмом в 1947 году Рихтеру Г. С. было указано на серьёзную политическую ошибку, состоявшую в том, что он разрешил публикацию работы доцента Цыпкина А. Л. «Адвокатская тайна», носившей, по мнению партии, «космополитический характер». Рихтеру Г. С. Министерством высшего образования СССР был объявлен выговор за использование не по назначению части семенной ссуды, полученной Саратовским юридическим институтом для подсобного хозяйства. После этого Рихтер Г. С. был освобожден от обязанностей директора Саратовского юридического института и оставлен на кафедре колхозного, земельного и трудового права старшим преподавателем.
С 1955 года — заведующий кафедрой трудового права, с 1957 года — заведующий кафедрой земельного, колхозного и трудового права.
Похоронен на Саратовском еврейском кладбище.

## Некоторые публикации

### Диссертации
- Рихтер Г. С. Социалистическая дисциплина труда и правовые формы борьбы с прогулами. Дис. … канд. юрид. наук. — М., 1948. — 409 с.

### Книги
- Развитие прав граждан СССР и усиление их охраны на современном этапе коммунистического строительства / Редкол.: Байтин М. И. (отв. ред.), Зейдер Н. Б., Маландин И. Г., Манохин В. М., Рихтер Г. С., Цыпкин А. Л.. — Саратов: Коммунист, 1962. — 368 с.
- Дубривный В. А., Рихтер Г. С. Саратовский областной народный университет правовых знаний: (Обмен опытом). — М.: Общество «Знание», 1969. — 48 с. — (В помощь лектору).

### Статьи
- Рихтер Г. С. Некоторые вопросы порядка рассмотрения трудовых споров в свете решений XXII съезда КПСС // Развитие прав граждан СССР и усиление их охраны на современном этапе коммунистического строительства. — Саратов, 1962. — С. 233—245
- Рихтер Г. С., Демьяненко В. Н., Нечецкий М. А., Никитина В. П., Дуневич Л. Н. Ученые записки Харьковского юридического института. Вып 8. 1957. 188 стр.: (Рецензия) // Правоведение. − 1958. — № 3. — с. 137—142
- Рихтер Г. С. КЗОТ // Саратовский юридический институт им. Д. И. Курского. Учёные записки. — Саратов: Коммунист, 1957. — Вып. 5. — С. 172—181.